# آبشار نوکسک
آبشار نوکسک (به انگلیسی: Nooksack Falls) آبشاری است که در واشنگتن، ایالات متحده آمریکا واقع شده و ارتفاع کلی ریزشگاه آن ۸۸ فوت (۲۷ متر) است.